# Veglia Borletti

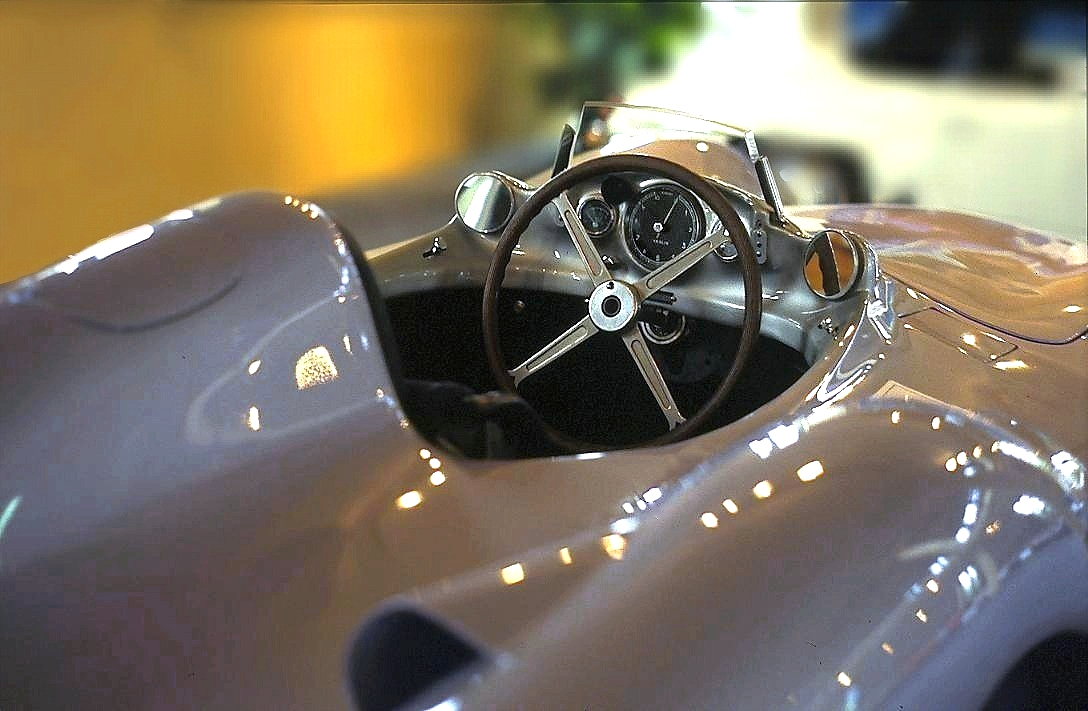
Cockpit des Mercedes-Benz W 196 mit großem Drehzahlmesser von Veglia

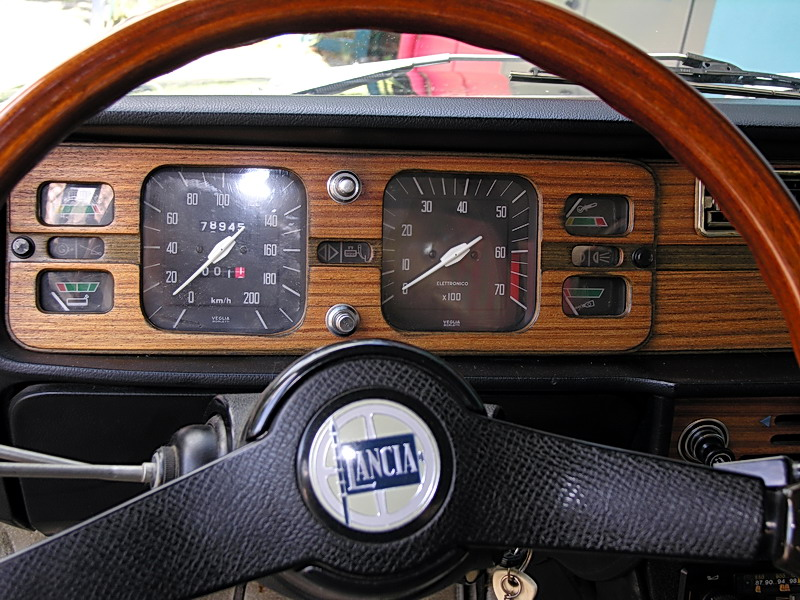
Veglia-Instrumente im Lancia 2000

Veglia Borletti ist ein ehemaliger italienischer Automobilzulieferer. Heute gehört die gleichnamige Marke zu Marelli.
Das Unternehmen wurde ursprünglich unter dem Namen Veglia gegründet, mit der Übernahme durch Borletti wurde es zu Veglia Borletti umfirmiert. 
Seit den 1930er-Jahren oder schon früher wurden Drehzahlmesser, später auch Tachometer und Kombiinstrumente produziert. So waren alle Mercedes-Benz-Rennwagen bis in die 1950er-Jahre mit Instrumenten der Marke ausgestattet und trugen sichtbar den VEGLIA-Schriftzug. Spätestens seit der Übernahme durch Magneti Marelli hatten nur noch wenige Instrumente zumeist in höherpreisigen Fahrzeugen den Schriftzug VEGLIA oder VEGLIA BORLETTI. Heute benutzt Magneti Marelli die Marke Veglia Borletti nicht mehr.